# 신원균 (신학자)
신원균(申元均, 1969년 8월 20일~)은 대한민국의 목사이며 신학교수이다.
현재 웨스트민스터신학회 회장, 대한예수교장로회(대신) 한마음교회 목사, 그리고 대신총회신학연구원 교수이다. 개혁파 신학, 개혁파 신조와 교리문답, 그리고 조석만 박사와 같은 개혁파신학자 연구에 전문가로 평가받고 있다.

## 학력
- 안양대학교
- 안양대학교 신학대학원(M.Div. eq.)
- 대한신학대학원대학교 졸업(Th.M.)
- 칼빈대학교 신학대학원(Ph.D.)

## 경력
- 한국성경신앙신학회 서기
- 개혁파신학연구소 학술위원
- 대한예수교장로회(대신) 총회신학위원회 역임
- 대한예수교장로회(대신) 웨스트민스터 표준문서 교단공역본 번역위원장 역임
- 대한예수교장로회(대신) 미래목회연구소 위원(조직신학)
- 대신총회신학연구원 조직신학 책임 교수
- 대한신학대학원대학교 교수 역임
- 웨스트민스터 신학회 회장
- 경동노회 신학기소위원회 서기
- 한마음교회 목사

## 저서 및 번역서
- WCC를 고발한다(리폼드북스, 2013)
- 개혁교회 신앙고백서 해설집(리폼드북스, 2015)
- 웨스트민스터 신앙고백서-33가지 성경 핵심교리(디다스코, 2017)
- 질문하는 십대, 대답하는 개혁신학(디다스코, 2018)
- 웨스트민스터 다섯 가지 표준 문서(디다스코, 2019)
- 웨스트민스터 소요리문답 해설(교보문고, 2021)
- 어린이 세례와 성찬에(3-13세) 대한 개혁주의적 비판(교보문고, 2021)
- 개혁주의에 기초한 구약성경해설(교보문고, 2022)
- 장로교회와 장로정치제도(부크크, 2022)
- 개혁주의에 기초한 신약성경해설(교보문고, 2023)
- 한국의 신학자들 1 공저 아벨서원: 2020

## 논문
- “칼빈이 제시한 율법의 3용법이 개혁주의 신앙고백서에 끼친 영향 고찰”, 안양대학교
- “스코틀랜드 제2치리서가 웨스트민스터 정치형식(조례)에 끼친 영향”, 대한신학대학원대학교
- “스코틀랜드 신앙고백서와 웨스트민스터 신앙고백서의 교회론적 구조와 언약신학적 특징 연구”, 칼빈대학교
- “개혁교회를 위한 신조연구”(2011), 개혁신학포럼
- “개혁주의 성경해석원리와 칼빈의 성경해석원리 비교 연구”(2012), 개혁신학포럼
- “John Knox 여성치리권에 대한 첫 번째 나팔 번역 소개”(2012), 개혁신학포럼
- “WCC와 개혁주의 교리의 차이점”(2013), WCC반대운동본부 신학위원회
- “개혁파 교회의 성경적 헌금원리”(십일조 헌금 분석)(2014), 청교도연구소
- “개혁교회의 시편찬송에 대한 연구”(2014), 청교도연구소
- “개혁교회가 고배하는 사도신조(신경)의 가치” (2014), 청교도연구소
- “신앙고백이 왜 중요한가?”(2015), 개혁신학포럼
- “소요리 문답의 잘못된 교육방법과 올바른 교육방법의 차이”(2016), 개혁주의신학연구소
- “웨스트민스터 신앙고백의 칭의론”(2016), 개혁신학포럼
- “웨스트민스터 신앙고백서의 국가관”(양심의 자유와 복종)“(2017), 개혁주의신학연구소
- “대신총회 교회(헌)법이 제시하는 노회정치원리”(2017), 대신총회, 동노회
- “웨스트민스터 신앙고백서 1903년 수정판의 신학적 문제점”(2018), 대신개혁정론
- “조석만 목사와 루이스 벌콥(L. Berkhof)의 조직신학 서론 비교 1”(2019), 한국성경신앙신학회
- “어린이 세례와 성찬에 대한 개혁주의적 비판 연구”(2021), 대신총회 신학위원회
- “장로교적 개혁주의란 무엇인가?”(부제:장로파와 회중파의 불연속성)(2022), 청목회

## 같이 보기
- 대신총회신학연구원
- 한국의 신학자 목록
- 개혁신학자
- 김치선
- 한국복음주의신학회
- 한국복음주의실천신학회
- 한국장로교신학회
- 한국개혁신학회